# Millettia bassacensis
Millettia bassacensis är en ärtväxtart som beskrevs av François Gagnepain. Millettia bassacensis ingår i släktet Millettia och familjen ärtväxter. Inga underarter finns listade i Catalogue of Life.